# Alexandrium
Alexandrium, també coneguda amb el nom de Sartaba, fou el nom d'una fortificació construïda pels asmoneus a dalt d'una muntanya entre les ciutats d'Escitòpolis i Jerusalem, a prop de la Vall del Jordà. Van posar-li aquest nom en honor del rei de Judea Alexandre Janeu (104-77 aC).

## Història
Alexandrium va ser construïda pels Asmoneus a prop de la frontera amb Samaria per donar acollida a un destacament militar i també per tenir tancats presos polítics. L'historiador Flavi Josep diu que formava part d'un pla de fortificació de les fronteres de Judea, juntament amb les fortaleses de Machaerus i la de Hircània.
Va ser esmentada posteriorment durant la conquesta de Judea que va fer el general Pompeu. L'any 64 el rei Aristòbul II s'havia adreçat cap a Alexandrium per resistir l'atac dels romans, però Pompeu, que venia de guanyar les ciutats de Pel·la i Escitòpolis, va atacar i fer seva la fortalesa, continuant després cap a Coreæ.
El 57 aC Alexandre Asmoneu va fer reparar aquesta fortalesa i les altres de la frontera. Poc després, fugint d'un combat fallit a la rodalia de Jerusalem, es va refugiar a Alexandrium amb un exèrcit de 4.500 homes, però només es van salvar els que van restar dins. Més tard el procònsol de Síria, Aule Gabini va atacar les fortaleses. Aristòbul II, intentant escapar dels romans, es va amagar a Alexandrium però la falta de temps va fer que el lloc no estigués a punt malgrat les reparacions fetes i va fugir cap a Machareus. Allà es va veure obligat a rendir-se després de dos dies de setge.
Temps després, Herodes el Gran va fer restaurar Alexandrium, una tasca que va encomanar supervisar al seu germà Feroras. Herodes va fer servir la construcció com a presó per als seus oponents polítics. Allà va estar tancada la seva esposa Mariamne i la seva mare Alexandra, l'any 30 aC. El lloc es va fer servir l'any 7 aC com a sepulcre d'Alexandre i Aristòbul, els dos fills d'Herodes executats a Sebastia.
Alexandrium va ser finalment destruïda durant les revoltes que van haver en temps dels emperadors Vespasià i Tit.

## Arqueologia
El 1866, Hermann Zschokke va proposar identificar Alexandrium amb el lloc conegut llavors amb el nom de Sartaba, al nord de la vall de Jericó. Abans d'això, la majoria dels investigadors havien estat buscant les restes d'Alexandrium a l'oest en direcció a Samaria. Al lloc encara no s'han realitzar excavacions, els estudis arqueològics es basen només en un sondeig superficial. Donat l'estat de ruïna del lloc, tampoc s'han pogut reconstruir el plànol de com devia ser en el seu moment la fortalesa.
L'element més antic de la construcció s'ha datat en l'època de Salomé Alexandra, però sembla possible que existís ja durant el regnat d'Alexandre Janeu, de qui li vindria el nom.
En absència d'excavacions, és la talla de les pedres el que l'identifica com una fortalesa Asmonea, més concretament relacionada amb Herodes el Gran. La presència d'un sifó en el sistema de subministrament d'aigua és també un altre indici de construcció asmonea. D'aquest període només es coneix un altre sifó d'estil romà que es troba a Betlem i és d'un estil més perfeccionat. Els arqueòlegs han trobat entre les ruïnes, capitells corintis i jònics.